# Kanton Saint-Clair-sur-l'Elle
Saint-Clair-sur-l'Elle is een voormalig kanton van het Franse departement Manche. Het kanton maakte deel uit van het arrondissement Saint-Lô totdat het op 22 maart werd opgeheven en de gemeenten werden opgenomen in het op die dag gevormde kanton Pont-Hébert.

## Gemeenten
Het kanton Saint-Clair-sur-l'Elle omvatte de volgende gemeenten:
- Airel
- Bérigny
- Cerisy-la-Forêt
- Couvains
- La Meauffe
- Moon-sur-Elle
- Notre-Dame-d'Elle
- Saint-André-de-l'Épine
- Saint-Clair-sur-l'Elle (hoofdplaats)
- Saint-Georges-d'Elle
- Saint-Germain-d'Elle
- Saint-Jean-de-Savigny
- Saint-Pierre-de-Semilly
- Villiers-Fossard